# Commission nationale de la négociation collective, de l'emploi et de la formation professionnelle
La Commission nationale de la négociation collective, de l'emploi et de la formation professionnelle est, en France, une institution consultative qui permet le dialogue entre les pouvoirs publics et les partenaires sociaux. Elle contribue au service public de l'emploi. Elle est régie par le titre VII du livre II de la 2e partie du code du travail. 

## Historique
La Commission procède de la fusion successive de cinq précédentes instances consultatives. 

### Conseil national de l'emploi
Le Conseil national de l'emploi a été institué par la loi du 13 février 2008 relative à la réforme du service public de l'emploi. Selon les dispositions de cette loi, il « concourt à la définition des orientations stratégiques des politiques de l'emploi. Il veille à la mise en cohérence des actions » ainsi qu’à « l'évaluation des actions engagées. » Il entre en fonction en novembre 2008. Installé lors de sa première séance, le 9 décembre 2008, il s’est ensuite réuni le 13 janvier 2009. 

### Conseil national pour la formation professionnelle tout au long de la vie
Le Conseil national pour la formation professionnelle tout au long de la vie avait été créé par la loi relative à l'orientation et à la formation professionnelle tout au long de la vie du 24 novembre 2009. 

### Première fusion
Deux rapports, confiés en 2011 à Yves Urieta (Conseil économique, social et environnemental) et en 2012 à Gérard Larcher (sénateur des Yvelines, Ump) évoquent l’avenir du conseil. En s’appuyant sur le premier rapport, Gérard Larcher, propose la « création d’un Comité national de l’emploi et de la formation professionnelle fédérant les différents comités et conseils actuels de consultation, d’observation et de prévision. »
La loi du 5 mars 2014 relative à la formation professionnelle, à l'emploi et à la démocratie sociale regroupe ces deux instances en une seule, le Conseil national de l'emploi, de la formation et de l'orientation professionnelles. 
Placé auprès du Premier ministre et présidé par une personnalité indépendante, le Conseil comprend 50 membres dont des représentants des organisations professionnelles d'employeurs et de travailleurs, des collectivités territoriales, des maisons de l'emploi, des administrations et des principaux opérateurs du service public de l'emploi. 
Il comprend ainsi un député et un sénateur, ainsi qu'un représentant de chacun des trois réseaux consulaires. Parmi les organismes concourant au service public de l’emploi, sont représentés Pôle emploi, l'Association pour l'emploi des cadres, les missions locales, les organismes spécialisés dans l'emploi des travailleurs handicapés, l'Association de gestion du fonds pour l'insertion professionnelle des personnes handicapées, le Fonds paritaire de sécurisation des parcours professionnels, l'Unédic, la Commission nationale de la certification professionnelle, le Centre pour le développement de l'information sur la formation permanente, l'Office national d'information sur les enseignements et les professions, la Conférence des présidents d'université, l'Association nationale des collectivités territoriales pour la formation, l'insertion et l'emploi, dénommée Alliance Ville Emploi, l'association du réseau des centres animation réseaux d'information (CARIF) et des observatoires régionaux emploi-formation (OREF) et la Fédération de la formation professionnelle. 

### Commission nationale de la négociation collective
La commission supérieure des conventions collectives a été instituée par le titre II (art. 2 et 3) de la loi no 46-2924 du 23 décembre 1946 relative aux conventions collectives de travail.

### Deuxième fusion
La loi no 2018-771 du 5 septembre 2018 pour la liberté de choisir son avenir professionnel organise, à l'article 36, la fusion du Conseil national de l'emploi, de la formation et de l'orientation professionnelles et de la Commission nationale de la négociation collective. En conséquence de cette loi, l’ancienne commission nationale de la négociation collective est renommée, au 1er janvier 2019 Commission nationale de la négociation collective, de l’emploi et de la formation professionnelle. De nouvelles missions lui sont confiées. 

### Troisième fusion
La Commission des accords de retraite et de prévoyance et le Conseil d'orientation de l'intéressement, de la participation, de l'épargne salariale et de l'actionnariat salarié sont supprimés par l'article 19 de la loi no 2020-1525 du 7 décembre 2020 d'accélération et de simplification de l'action publique. Leurs missions sont confiées à des formations spéciales ou à des sous-commissions de la Commission nationale de la négociation collective, de l'emploi et de la formation professionnelle.  

## Mission
La Commission nationale de la négociation collective, de l'emploi et de la formation professionnelle est chargée de donner un avis sur les projets de textes législatifs et réglementaires en matière d'emploi, de formation et d'orientation, de négociation collective, ainsi que de contribuer au dialogue et à la coordination entre les services de l'État et les autres acteurs de l'emploi (partenaires sociaux, collectivités, organismes spécialisés). Elle participe à l'évaluation de la négociation collective, des politiques de l'emploi et de la formation, et en particulier la mise en œuvre du compte personnel de formation. Elle veille à l'amélioration de l'égalité femmes-hommes dans l'emploi et à la réduction de toutes les discriminations en matière d'emploi. Elle conseille le Gouvernement sur la gouvernance des branches professionnelles et sur l'extension d'accords collectifs. Elle est consultée sur la convention pluriannuelle entre l'État, Pôle emploi et l'Unédic ainsi que sur les conventions en matière d'assurance chômage ainsi que sur les plans de formation organisés par l'État. Elle se prononce aussi sur les plans mis en œuvre par l'État en faveur des personnes éloignées de l'emploi. Elle examine les questions liées à l'intéressement, à la participation des salariés aux résultats de l'entreprise, à l'épargne salariale, ainsi qu'aux régimes de retraite complémentaire ou de prévoyance. Elle suit les travaux des comités régionaux de l'emploi, de la formation et de l'orientation professionnelles.  

## Organisation

### Participants
La Commission nationale de la négociation collective, de l'emploi et de la formation professionnelle est présidée par le ministre chargé du travail ou son représentant. Toutefois, la présidence est dévolue au ministère chargé de la sécurité sociale quand elle se prononce sur les régimes de prévoyance prévus au livre 9 du code de la sécurité sociale. 
Elle comprend aussi les ministres chargés de l'agriculture et de l'économie ainsi que le président de la section sociale du Conseil d'État. D'autres départements ministériels siègent dans certaines formations ou peuvent être invités à titre consultatif. 
Dix représentants des syndicats de travailleurs sont désignés, à raison de deux chacune, par les organisations reconnues représentatives au niveau national à savoir la Confédération générale du travail (CGT), la Confédération française démocratique du travail (CFDT), la Confédération générale du travail Force ouvrière (CGT-FO), la Confédération française des travailleurs chrétiens (CFTC) et la Confédération française de l’encadrement (CFE-CGC).
Trois organisations patronales reconnues représentatives au niveau national sont également représentées avec deux représentants chacune : le Mouvement des entreprises de France (MEDEF), la Confédération des petites et moyennes entreprises (CPME) et l’Union des entreprises de proximité (U2P). Trois organisations d'employeurs sont représentées à titre consultatif seulement :  la Fédération nationale des syndicats d'exploitants agricoles (FNSEA), l’Union des employeurs de l'économie sociale et solidaire (UDES) et la Fédération des entreprises du spectacle vivant, de la musique, de l'audiovisuel et du cinéma (FESAC). 
Lorsqu'elle étudie les questions d'orientation et de formation professionnelle, la Commission est élargie à d'autres membres à titre délibératif ou consultatif. Elle accueille alors des représentants de collectivités territoriales, huit représentants des régions et des collectivités ultramarines (via l'association Régions de France) et deux de l’Assemblée des départements de France.
Dans la même hypothèse, les ministres chargés de l’emploi, de la formation professionnelle, de l’éducation nationale, et de l'enseignement supérieur y siègent avec voix délibérative. Dans cette configuration, deux organisation syndicales sont également représentées à titre consultatif, l'Union nationale des syndicats autonomes (UNSA) et la Fédération syndicale unifiée (FSU).

### Sous-commissions
La Commission nationale de la négociation collective, de l'emploi et de la formation professionnelle peut se réunir en six sous-commissions : 
1. sous-commission des conventions et accords ;
2. sous-commission des salaires ;
3. sous-commission de la restructuration des branches professionnelles ;
4. sous-commission de l'emploi, de la formation et de l'orientation professionnelles ;
5. sous-commission de la protection sociale complémentaire ;
6. sous-commission de la participation, de l'intéressement et de l'épargne salariale.

## Autres conseils pour l’emploi
Au niveau territorial, deux autres instances sont créées en France en 2008 : 
- les conseils régionaux de l'emploi, devenus en 2014 les comités régionaux de l'emploi, de la formation et de l'orientation professionnelles ;
- les conseils territoriaux de l’emploi dans trois collectivités disposant d’un statut spécifique : Saint-Barthélemy, Saint-Martin et Saint-Pierre-et-Miquelon.

Le Conseil national de l’emploi, de la formation et de l'orientation professionnelles ne doit pas être confondu avec :
- Le Conseil d'orientation pour l'emploi, installé le 6 octobre 2005 et placé auprès du Premier ministre. Il est présidé par Marie-Claire Carrère-Gée ;
- Le Conseil de l'emploi, des revenus et de la cohésion sociale (CERC), créé par un décret du 7 avril 2000 et présidé par Jacques Delors et supprimé en 2013. Il a pris la succession du Conseil supérieur de l’emploi, des revenus et des coûts, instauré en 1993. Ledit Conseil supérieur de l’emploi avait lui-même prolongé l’activité du Centre d’étude des revenus et des coûts (Cerc).